# Cardano al Campo
Cardano al Campo (Cardan in dialetto varesotto, AFI: [karˈdãː]) è un comune italiano di 14 744 abitanti della provincia di Varese in Lombardia.
Cardano al Campo è situato in una posizione strategica per la sua economia e per il suo sviluppo grazie soprattutto alla vicinanza dell'aeroporto internazionale di Milano Malpensa.
Il comune di Cardano al Campo fa parte dell'area naturalistica del Parco naturale lombardo della Valle del Ticino ed accoglie nel suo territorio una vasta porzione di aree boschive, che permettono la presenza di percorsi ciclopedonali di grande interesse.

## Origini del nome
La denominazione di Cardano è molto controversa e strettamente legata al susseguirsi dalle vicende storiche. Gli studiosi hanno avanzato varie teorie:
1. cardus, che è una pianta selvatica irta di spine;
2. kar, cioè pietra o terreno sassoso;
3. cardo, di derivazione romana, che sottolinea quindi il cardo ed il decumano.

L'aggiunta della specificazione "al Campo" è dovuta ad un decreto regio di Vittorio Emanuele II del 1864, che ordinava questa assimilazione alla parola Cardano, onde evitare problemi di omonimia con altri paesi; l'aggiunta però non fu casuale, poiché al tempo dei Romani nel luogo c'era la presenza di un campo romano.

## Storia
Nonostante la vicina Golasecca ed i suoi ritrovamenti preistorici, del Comune abbiamo notizie solo grazie agli accertamenti scientifici ed archeologici che inquadrano il comune lombardo più avanti nel tempo: durante il periodo romano e nell'era tardo imperiale, dunque dopo il II secolo d.C. L'accampamento romano prima, e il piccolo villaggio poi, si dispiegavano su due vie principali che prendono il nome di Cardine e Decumano. Da Cardano al Campo, in epoca romana, passava la via Severiana Augusta, strada romana consolare che congiungeva Mediolanum (la moderna Milano) con il Verbannus Lacus (il Lago Verbano, ovvero il Lago Maggiore, e da qui al passo del Sempione (lat. Summo Plano).
I più antichi documenti scritti dove appare il toponimo Cardano risalgono al periodo longobardo. Nel corso del XII secolo il borgo risulta appartenente alla contea del Seprio. In questo periodo si farebbero risalire le origini della famiglia Cardano, che ha tra i suoi maggiori esponenti il sacerdote Milone, divenuto arcivescovo di Milano nel 1187. Questa famiglia e quella dei Castiglioni furono i primi signori del paese. Alla fine del Medioevo Cardano faceva parte del feudo di Gallarate che rimase sotto il dominio del ducato di Milano fino al 1530.
Nel 1600 i territori lombardi subirono l'invasione dei Lanzichenecchi e furono teatro degli scontri tra le truppe francesi e spagnole impegnate a combattere la guerra dei Trent'Anni.
Durante il 1630 la popolazione cardanese fu colpita dalla peste. Uno dei luoghi di raccolta e di cura dei malati era nella zona dell'attuale via Lazzaretto ed anche nella chiesa di S. Pietro. In questo periodo l'attività economica era l'agricoltura praticata sia da piccoli proprietari, sia alle dipendenze dei feudatari.
Il secolo successivo fu caratterizzato dal passaggio del feudo di Gallarate dalla famiglia Visconti a quella di Castelbarco, dalle riforme di Maria Teresa d'Austria e da un breve periodo di dominio napoleonico.
Nei primi anni dell'Ottocento la popolazione era formata da 1 300 abitanti dediti prevalentemente all'agricoltura, all'allevamento e, in minima parte, impiegati nel settore tessile. Dal 1812 al 1818 gli abitanti furono colpiti da una pestilenza di tifo petecchiale che mise a dura prova le loro già precarie condizioni di vita. Durante il Risorgimento, i patrioti del gallaratese si mostrano molto attivi politicamente, prova ne sono le riunioni clandestine che si svolgevano presso la farmacia di Giuseppe Castelli il cui fratello, Carlo, abitava a Cardano. In questi anni furono proclamati: il primo medico condotto, Gaspare Rigoli, e la prima maestra. La fine di questo secolo vide la nascita di importanti fabbriche tessili (Bonomi, Sironi, Colombo, Villa) che hanno favorito una rapida industrializzazione.
Nel corso dell'ultima guerra mondiale Cardano subì l'occupazione tedesca. Furono requisite le ville lungo le vie Porraneo e Torre per essere trasformate in sedi di servizi militari. I boschi che Cardano possiede nel suo territorio sono stati oggetto di disboscamento negli anni dell'occupazione tedesca per creare l'Aeroporto Militare della Malpensa. Visibili sono ancora tutt'oggi anche nei comuni limitrofi Ferno e Lonate Pozzolo le baracche dei militari tedeschi ed i vari Kommando insieme ad innumerevoli residui bellici visibili, ma lasciati in pessime condizioni. Vicino ad esse c'è anche la dogana tra Impero austro-ungarico e Regno di Sardegna.
Il 2 luglio 2013, alle 9:30, l'ex vigile e dipendente comunale Giuseppe Pegoraro fece irruzione nel palazzo comunale, sparando dei colpi di arma da fuoco che ferirono la sindaca Laura Prati e il suo vice Costantino Iametti. Successivamente, Pegoraro si diede alla fuga lanciando un fumogeno nella sede della CGIL e aprendo nuovamente il fuoco contro la polizia a Gallarate, prima di essere catturato. Inizialmente, le condizioni di Iametti sembravano le più preoccupanti, mentre Laura Prati pareva più stabile. Col passare dei giorni, però, le condizioni della Prati peggiorarono sensibilmente, portandola fino al decesso il 22 luglio. Nel 2019 Pegoraro è stato condannato all'ergastolo per omicidio, oltre ad altri reati commessi quel giorno. È emerso che Pegoraro provasse un risentimento nei confronti dell'amministrazione comunale, che lo aveva precedente rimosso dall'incarico a causa di una condanna per truffa e peculato.

### Simboli
Lo stemma e il gonfalone sono stati concessi con DPR del 24 maggio 1963.
Stemma
(D.P.R. 24 maggio 1963)
Lo stemma comunale riproduce, nella parte superiore, l'emblema delle più antiche famiglie del luogo, quella dei Cardano, che annovera tra i suoi discendenti lo scienziato del Rinascimento Gerolamo Cardano. Sullo sfondo di colore oro spicca un castello rosso formato da tre torri merlate alla ghibellina, il centrale murato di nero nella parte superiore, e sormontato da un'aquila nera dalle ali spiegate. Nella parte inferiore, su sfondo verde, sono presenti tre tende d'accampamento argentate con banderuole rosse. Sopra lo stemma vi è una corona con nove merli alla ghibellina.
Gonfalone

## Monumenti e luoghi d'interesse

### Architetture religiose
- Chiesa di Sant'Anastasio Martire
- Chiesa di San Pietro

## Società

### Evoluzione demografica
Abitanti censiti

## Amministrazione
| Periodo | Periodo | Primo cittadino    | Partito                                     | Carica                                  | Note                  |
| ------- | ------- | ------------------ | ------------------------------------------- | --------------------------------------- | --------------------- |
| 2012    | 2013    | Laura Prati        | Lista civica Cardano vive (centro-sinistra) | Sindaco                                 | Assassinata in carica |
| 2013    | 2014    | Costantino Iametti | Lista civica Cardano vive (centro-sinistra) | Vicesindaco facente funzioni di sindaco |                       |
| 2014    | 2019    | Angelo Bellora     | Lista civica Cardano vive (centro-sinistra) | Sindaco                                 |                       |
| 2019    | 2024    | Maurizio Colombo   | Lega-Fratelli d'Italia-Civici               | Sindaco                                 |                       |
| 2024    |         | Lorenzo Aspesi     | Lista civica Per Cardano (centro-sinistra)  | Sindaco                                 |                       |

### Gemellaggi
- Stigliano
- Zarautz

## Sport

### Calcio
A Cardano hanno sede due società militanti nei campionati CSI, l'O.M.C. 2000 e il P.G.S. Cuoricino.